# Gaertnera longivaginalis
Gaertnera longivaginalis är en måreväxtart som först beskrevs av Georg August Schweinfurth och William Philip Hiern, och fick sitt nu gällande namn av Ernest Marie Antoine Petit. Gaertnera longivaginalis ingår i släktet Gaertnera och familjen måreväxter.

## Underarter
Arten delas in i följande underarter:
- G. l. bracteata
- G. l. longivaginalis